# Петелин, Михаил Александрович
Михаил Александрович Петелин (род. 13 апреля 1997, Купино, Новосибирская область, Россия) — российский военнослужащий, командир мотострелкового батальона 35-й отдельной гвардейской мотострелковой бригады, Подполковник, участник российской войны против Украины. Герой Российской Федерации (2023).

## Биография
Родился 13 апреля 1997 года в городе Купино Новосибирской области. Окончил школу № 27, а затем в 2019 году Новосибирское высшее военное командное училище.
Участник российского вторжения на Украину с первых дней вторжения.

## Награды
- Герой Российской Федерации (2023);
- два ордена Мужества[1][5]
- медаль ордена «За заслуги перед Отечеством» II степени с мечами
- медаль «За отвагу»
- медаль «За боевые отличия»[6];
- медаль «За воинскую доблесть» II степени
- медаль «Участнику специальной военной операции»;
- медаль «За участие в военном параде в День Победы»

## Семья
Женат, воспитывает дочь.